# Sutiyoso
Sutiyoso (né le 6 décembre 1944 à Semarang), est un général et politicien indonésien, gouverneur de Jakarta de 1997 à 2007 et directeur du Badan Intelijen Negara de 2015 à 2016.